# Apatania shoshone
Apatania shoshone är en nattsländeart som beskrevs av Banks 1924. Apatania shoshone ingår i släktet Apatania och familjen Apataniidae. Inga underarter finns listade i Catalogue of Life.